# Aporia soracta
Aporia soracta är en fjärilsart som beskrevs av Doubleday 1847. Aporia soracta ingår i släktet Aporia och familjen vitfjärilar. Inga underarter finns listade i Catalogue of Life.